# Атлетика на Летњим олимпијским играма 1896 — скок удаљ за мушкарце
Такмичење у дисциплини скок удаљ за мушкарце на Олимпијским играма 1896. одржано је 7. априла на стадиону Панатинаико. За такмичење се пријавило 9 такмичара из 5 земаља.
Постоје две верзије резултата. Победници су исти, али су резултати и пласман од четвртог места различити.

## Земље учеснице
- Француска (2)
- Немачка (1)
- Грчка{2}
- Шведска (1)
- САД (3)

## Рекорди пре почетка такмичења
| Најбољи резултат на свету | 7,13                           | Matthew Roseingrave            | Велика Британија               |                                | 1895.                          |
| Олимпијски рекорд         | први пут на олимпијским играма | први пут на олимпијским играма | први пут на олимпијским играма | први пут на олимпијским играма | први пут на олимпијским играма |

## Освајачи медаља
| Злато           | Сребро           | Бронза                   |
| Елери Кларк САД | Роберт Гарет САД | Џејмс Брендан Коноли САД |

## Нови рекорди после завршетка такмичења
| Олимпијски рекорд | 6,35 | Елери Кларк | Сједињене Државе | Атина, Грчка | 7. април 1896. |

## Резултати
1. варијанта

(Енглези, Французи, Холанђани, Португалци, Шпанци, Естонци, Норвежани)

7. април
| Пласман | Такмичар                  | Држава    | Резултат |
| 1.      | Елери Кларк               | САД       | 6,35 ОР  |
| 2.      | Роберт Гарет              | САД       | 6,00     |
| 3.      | Џејмс Брендан Коноли      | САД       | 5,84     |
| 4       | Александрос Калкокондилис | Грчка     | 5.74     |
| 5-9     | Алфонс Гризел             | Француска | непознат |
|         | Карл Шуман                | Немачка   | непознат |
|         | Хенрик Шеберг             | Шведска   | непознат |
|         | Атанасиос Скалцојанис     | Грчка     | непознат |
|         | Александар Туфери         | Француска | непознат |

2. варијанта 

(Немци, Италијани)
| Пласман | Такмичар                  | Држава    | Резултат |
| 1.      | Елери Кларк               | САД       | 6,35 ОР  |
| 2.      | Роберт Гарет              | САД       | 6,18     |
| 3.      | Џејмс Брендан Коноли      | САД       | 6,11     |
| 4.      | Александар Туфери         | Француска | 5,98     |
| 5.      | Алфонс Гризел             | Француска | 5,83     |
| 6.      | Александрос Калкокондилис | Грчка     | 5.74     |
| 7.      | Карл Шуман                | Немачка   | 5,70     |
| 8.      | Десидеријус Вен           | Угарска   | 5,64     |